# Litle-Kari
Litle-Kari ist ein inselartiger und 2 m hoher Klippenfelsen vor der Nordostküste der unter norwegischer Verwaltung stehenden Bouvetinsel im Südatlantik. Er liegt 1,9 km nordwestlich des Kap Lollo.
Teilnehmer einer Expedition unter der Leitung des Norwegers Harald Horntvedt (1879–1946) kartierten den Felsen im Dezember 1927. Horntvedt benannte ihn in Verbindung mit dem 2,4 km nordwestlich liegenden Store-Kari.